# Festival du film francophone de Dinard
Pour les articles homonymes, voir Festival de Dinard.
Le festival du film francophone de Dinard, originellement dénommé festival international du film d'expression française, dit aussi festival du film et d'échanges francophones (FIFEF) en 1973, est un festival de cinéma d'expression française créé en 1969 à Dinard, et qui disparut en 1974.

## Historique
Du 3 au 8 septembre 1967 eurent lieu les premières journées du festival du film et d'échanges francophones (FIFEF), inauguré par le maire Yvon Bourges, sous le haut patronage des ministres André Malraux, Pierre Billotte et Georges Gorse.
L'attaché de presse du festival, M. Broglie, indique dans une interview donnée en 1969[réf. nécessaire] que ce festival n'est pas une nouveauté puisqu'en 1967 déjà se sont tenus à Dinard en septembre les Journées internationales du film d'expression française. Elles ont été inaugurées à l'époque par Yvon Bourges, secrétaire d'État aux Affaires étrangères et maire de Dinard. La partie africaine et malgache de ce festival se déroulait alors à Saint-Cast.
La place du cinéma d'art et d'essai dans le cinéma d'expression française fait l'objet d'une première table ronde que préside Blaise Senghor, ministre plénipotentiaire et délégué du Sénégal ; le rapporteur en est M. Leglise qui a été délégué par M. Houleau, directeur général du Centre national du cinéma, visant à développer le cinéma d'art et d'essai en Afrique et dans tous les pays de l'OCAM en particulier.
Les participants viennent du monde entier : Belgique, Québec, pays d'Afrique du nord, d'Afrique noire, du Vietnam et du Cambodge, dont le roi Norodom Sihanouk a tourné lui-même le film présenté.
En 1972, pour le 3e festival, 150 films furent présentés au jury qui en sélectionna 41 après cinq semaines de réunions.
En 1973, le festival a lieu à Beyrouth au Liban.
La 6e et dernière édition du festival a pris fin en juillet 1974 à Dinard.

## Présidents
- 1970 : René Clair[Note 1].
- 1971 : Henri Langlois.
- 1972 : Jacques Brel.

## Palmarès
- 1970 : Le Chagrin et la Pitié, film de Marcel Ophüls, grand prix.
- 1971 : L'Acadie, l'Acadie, de Michel Brault et Pierre Perreault, grand prix.
- 1972 : 
  - le grand prix du long métrage est décerné ex aequo à Les Arpenteurs, de Michel Soutter et Mon oncle Antoine, de Claude Jutra ;
  - un prix spécial du jury est attribué à L’Automne de Marcel Hanoun ;
  - le grand prix du court-métrage d'un montant de 10 000 francs  est décerné ex aequo à Amanié, de Roger Gnoan M’bala et à Pique-Nique, de Férid Boughedir.